# Маша и Медведь: Скажите «Ой!»
«Маша и Медведь: Скажите „Ой!“» — второй кинотеатральный проект по вселенной мультсериала «Маша и Медведь», премьера которого состоялась 1 июня 2023 года в кинотеатрах. 

## Сюжет
Впервые за много лет Медведь покидает свой уютный дом и оказывается в центре светской жизни большого города. Сегодня он — свадебный фотограф, а Маша — его помощница. Прощайте, торжественные церемонии! Здравствуй, круговорот веселья, творческого беспорядка и праздника настоящей любви.

## Роли озвучивали
- Юлия Зуникова — Маша
- Борис Кутневич — Медведь
- Артём Божутин — мальчик
- Валерия Шевченко — девочка
- Зина Куприянович — устроительница свадеб
- Олег Савостюк — жених устроительницы
- Диомид Виноградов, Юлия Яблонская — второстепенные персонажи

## Съёмочная группа
- Кинорежиссёр: Артём Наумов;
- Авторы сценария: Мария Большакова, Наталья Румянцева, Дмитрий Гординский;
- Художественный руководитель: Елена Чернова;
- Художник-постановщик: Оксана Гусева;
- Продюсер: Елена Щичкина;
- Линейный продюсер: Наталья Троицкая;
- Автор главных персонажей «Маша и Медведь»: Олег Кузовков;
- Композиторы: Алексей Смирнов, Евгений Турута, Василий Богатырев
- Звукооператор: Борис Кутневич
- Запись голосов: Елена Шеретова.

## Показ
Трейлер вышел 30 марта 2023 года. Премьера прошла 29 мая 2023 года в в киноцентре «Октябрь».
В кинопрокате с 1 июня 2023 года, мультфильм посмотрели  500 477 зрителей, кассовые сборы составили 100 655 582 руб. ($ 1 242 662).
Кроме 22-минутного фильма в кинотеатрах показывали четыре новые серии приключений героев, общий хронометраж проекта - 58 минут.

## Рецензии
- Анастасия Кошелкина — Обзор юного кинокритика: стоит ли смотреть новый мультфильм «Маша и Медведь: Скажите „Ой!“» // Parents.ru, 31 мая 2023
- Чему зрителей научит мультфильм «Маша и Медведь в кино: Скажите „Ой!“»? // Тлум.ру, 1 июня 2023